# Prowincja Noumbiel
Prowincja Noumbiel – jedna z 45 prowincji w Burkina Faso.
Ma powierzchnię ponad 2,7 tys. km². W 2006 roku mieszkało w niej prawie 70 tysięcy ludzi, była to wówczas najsłabiej zamieszkana prowincja kraju. W 1996 roku na jej terenach zamieszkiwało niespełna 51,5 tysiąca mieszkańców.